# SMS Prinzregent Luitpold
Принц-регент Луитпольд (нем. SMS Prinzregent Luitpold) — немецкий дредноут, пятый и последний корабль в серии линейных кораблей типа «Кайзер» германских имперских ВМС, участвовавших в Первой мировой войне. «Принц-регент Луитпольд» изначально проектировался как флагманский корабль флота и имел специально оборудованные боевые рубки, ходовые мостики и помещения для размещения штаба. Линкор участвовал во всех крупных операциях флота Первой мировой войны, в том числе в Ютландском сражении 31 мая — 1 июня 1916 года. Корабль также принимал участие в операции «Альбион» в конце 1917 года. Назван в честь принца-регента Баварии Луитпольда.

## Проектирование
По проекту на дредноуте «Принц-регент Луитпольд» должны были установить комбинированную силовую установку, состоящую из двух комплектов турбин и одного дизеля большой мощности.
В бортовых помещениях машинного отделения установили два более мощных, чем у систершипов, турбоагрегата мощностью 26 000 л. с. (по 13 000 л. с. на турбинную установку), вращавших два трёхлопастных гребных винта диаметром 4 м, что при частоте вращения валов в среднем 270 об/мин, должно было обеспечить кораблю скорость хода 20 узлов.
Так же по проекту должен был быть установлен двухтактный дизель мощностью 12 000 л. с., вращавший средний винт, что должно было обеспечивать кораблю экономическую скорость 12 узлов. Общая мощность двух паротурбинных установок и одного дизеля составляла 38 000 л. с. и при совместной работе полная скорость «Принца-регента Луитпольда» должна была достигнуть 22 узлов.

## Конструкция

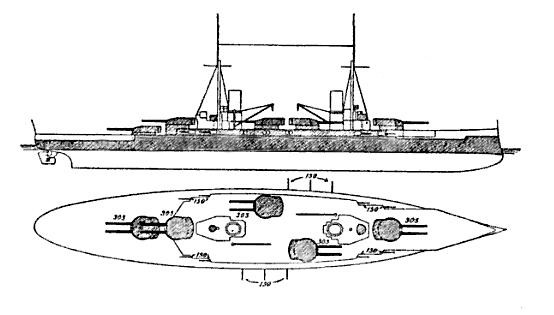
Линейные корабли типа «Кайзер». Схема.

Prinzregent Luitpold был оснащён двумя наборами паровых турбин Парсонса, получающих пар от 14 тонкотрубных двухтопочных котлов военно-морского типа, вырабатывающие пар с рабочим давлением 16 атм. с общей поверхностью нагрева 5950 м². В отличие от других линкоров серии, корабль был предназначен для использования дизельного двигателя на среднем валу. Однако изготовляемый заводом Ховальда «Германия» дизельный двигатель так и не смогли довести до работоспособного состояния, поэтому его не установили, среднее машинное отделение осталось пустым, а вал с винтом отсутствовал, из-за чего Prinzregent Luitpold был немного медленнее, чем другие корабли серии, которые имели три турбины. Проектная скорость, без учёта дизеля, составляла 20 узлов. Корабль развил максимальную скорость 21,7 узла (40,2 км / ч; 25,0 миль в час). Запас топлива составлял 3200 тонн угля, что позволило максимальную дальность 7200 морских миль (13 340 км; 8286 миль) на крейсерской скорости 12 узлов (22 км / ч; 14 миль в час). Метацентрическая высота составляла 2,59 м. Остойчивость была максимальной при крене 28° и нулевой при 62°.

### Вооружение
Главный калибр составляли десять 305-мм орудий 30.5cm SK L/50 C/08 с длиной ствола 50 калибров. Орудия оснащались клиновым затвором системы Круппа. Они располагались в установках образца 1909 года Drh.LC/1909 с углом склонения −8° и углом возвышения 13,5 °. Впоследствии углы были изменены на −5,5° и +16 ° соответственно. Во время Ютландского сражения «Принц-регент Луитпольд» мог поднимать орудия до 16°, что обеспечивало ему максимальную дальность до 22 400 ярдов (20 480 м). Заряд состоял из двух частей — основного в латунной гильзе и дополнительного в шелковом картузе. До подачи в боевое отделение башни дополнительный заряд находился в латунном пенале. Общий вес порохового заряда составлял 125,5 кг. При угле возвышения в 13,5° он обеспечивал 405,5 кг бронебойному снаряду начальную скорость в  855 м/с и дальность стрельбы 18 000 м, при 16 ° 20 400 м. Максимальная скорострельность — три выстрела в минуту. Общий боекомплект составлял 860 снарядов — по 86 на орудие.
Средняя артиллерия состояла из четырнадцати 150-мм орудий 15 cm/45 SK L/45 с длиной ствола 45 калибров, в казематах. Угол склонения орудий составлял −8°, а возвышения +16°. Максимальная дальность стрельбы составляла 13 500 м, в 1915 была увеличена до 16 800 м.

## Боевой путь
Вошёл в III линейную эскадру. Командовал III эскадрой и одновременно 5-й дивизией контр-адмирал Функе, младшим флагманом был контр-адмирал Шауман. В состав эскадры входили: «Принц-регент Луитпольд» (флагманский корабль командующего эскадрой и одновременно 5-й дивизии), «Кайзерин», «Кайзер» (в качестве флагманского корабля младшего флагмана), «Кёниг Альберт», «Кёниг» и «Гроссер Курфюрст».

### Ютландское сражение
Во время Ютландского сражения «Принц-регент Луитпольд» избежал попаданий вражеских снарядов и не получил каких-либо повреждений.
В августе 1917 года отказались повиноваться команды кораблей «Принц-регент Луитпольд» и «Фридрих дер Гроссе». 6 июня и 19 июля команды протестовали против низкого качества продуктов питания, которые они стали получать, и со 2 августа 800 человек объявили голодовку. Руководителей выступлений судили полевым судом, двух кочегаров расстреляли, но революционные настроения остались и становились всё более грозными, так как стимулировались успехами революции в России. За период с июня по сентябрь 1917 года боевых действий в Северном море с участием крупных кораблей противников не произошло.

### Операция «Альбион»
После падения Риги в сентябре 1917 года германское морское командование планировало в октябре провести в Балтийском море одну из крупнейших операций кайзеровского флота по высадке десанта и захвату лежащих у входа в Рижский залив о-в Эзель, Моон и Даго.
В сентябре «Кёниг», «Кронпринц», «Гроссер Курфюрст», «Маркграф» в составе III линейной эскадры перешли в Балтийском море, сначала для проведения учений с 11 по 21 сентября, а затем, по прибытии в Киль, вошли в состав «специального соединения», чтобы принять участие в операции по захвату островов. Вместе с ней в Балтийское море перешли линкоры IV линейной эскадры. Для проведения десантной операции к 15 сентября на «Кайзере» образовали штаб и сформировали «специальное соединение» под командованием вице-адмирала Шмидта. С 19 сентября вместо «Кайзера» флагманским кораблём соединения назначили линейный крейсер «Мольтке».
Кроме «Мольтке» в операции в составе «специального соединения» с 11 по 19 октября задействовали 10 дредноутов III («Байерн», «Кёниг», «Кронпринц», «Гроссер Курфюрст» и «Маркграф») и IV («Кайзер», «Фридрих дер Гроссе», «Кайзерин», «Принц-регент Луитпольд», «Кёниг Альберт») линейных эскадр.
Операция началась утром 12 октября. 18 октября немцы овладели островом Моон (Муху). К 20-му октября, бои на островах постепенно сходят на нет. 24 октября «Принц-регент Луитпольд» вернулся в Киль.